# New Era Cap Company
New Era Cap Company – amerykańskie przedsiębiorstwo zajmujące się produkcją nakryć głowy, odzieży sportowej, streetwear i akcesoriów odzieżowych, założone w 1920 roku przez niemieckiego imigranta Ehrhardta Kocha.
New Era jest producentem czapek z daszkiem, w jej ofercie znaleźć można także odzież sportową, odzież streetwear oraz akcesoria odzieżowe. Asortyment firmy stanowią klasyczne bejsbolówki, snapbacki i fullcapy. 
Rodzaje czapek New Era:
- New Era 9FIFTY
- New Era 9FORTY
- New Era 39THIRTY
- New Era 59FIFTY

## Historia firmy
W 1920 roku Ehrhardt Koch - niemiecki przedsiębiorca, zainwestował pieniądze na utworzenie fabryki i przy ulicy Genesee w Buffalo, w stanie Nowy Jork otworzył New Era Cap Company. Koch widząc potencjał baseballu, popularnej w tamtych czasach dyscypliny sportowej, zdecydował się rozpocząć produkcję czapek sportowych. Pierwsze bejsbolówki z logotypem New Era zostały stworzone w 1934 roku i trafiły do graczy zespołu Cleveland Indians. Na przestrzeni najbliższych lat, brand zaopatrywał w czapki kolejne drużyny baseballowe. Pod koniec lat 40. XX wieku firma włączyła do swojej oferty pierwsze czapki z daszkiem posiadające regulację rozmiaru. Założyciel firmy Ehrhardt Koch zmarł w 1954 roku a firmę przejął jego syn Harold. Jednym z pierwszych pomysłów nowego prezesa było wszycie we wnętrzu czapki bawełnianej tasiemki, która pochłaniała pot i sprawiała, że czapka nie spadała z głowy. Harold zdecydował się na odświeżenie wyglądu wszystkich produktów marki i dopasowanie ich do współczesnych trendów, otwarto również fabrykę w Derby, w stanie Nowy Jork. W 1954 roku powstał model 59 FIFTY. W 1969 roku czapki produkowane przez firmę stały się elementem wyposażenia załogi okrętu USS Hornet, która brała udział w misji Apollo 11. W 1974 roku prezesem firmy został syn Harolda – David Koch. W 1986 roku miała miejsce premiera kolekcji “Diamond Pro 5950 Cap”, która została stworzona we współpracy z MLB. W 1993 roku, po 59 latach od powstania pierwszej czapki baseballowej dla Cleveland Indians, New Era otrzymała licencję ligi MLB. Z racji zwiększonego zapotrzebowania na produkty, postanowiono stworzyć centrum dystrybucji w Hamburgu a firmę przejął Chris Koch - wnuk Harolda. W 2002 roku otwarto oddziały w Europie, Japonii i Australii. W 2006 roku firma przeniosła swoją siedzibę z powrotem do Buffalo, w stanie Nowy Jork. W 2010 roku firma otrzymała licencję ligi NFL a w 2016 ligi NBA. 